# Ador Dorath
Ador Dorath (název vznikl zkomolením anglického adore a francouzského d’or) je česká heavymetalová hudební skupina kombinující prvky symfonického black metalu s doom-, gothic- či deathmetalovými elementy. Skupina je známá nejen growlingem zpěváka Iva Doseděla doplněným o ženský zpěv, ale i originálním grafickým designem svých alb.

## Historie

### Počátky
Kapelu zformovali roku 1997 zpěvák Ivo Doseděl, kytarista Kamil Pfeffer, klávesista Martin Roženek alias Prcek, basista Petr Mierva alias Puco, bubeník Lecho a zpěvačka Gábina.
Původní název kapely byl Anaon a v repertoáru byly jen coververze skladeb Moonspell, Samael, Crematory, Sundown a Sex Pistols. Teprve poté, co v roce 1998 sestavu doplnil bubeník Miro Kubiczek a druhý kytarista Hehnal, si skupina troufla na vlastní tvorbu. Prvotinou byla skladba „Misery“, následovaná „Rule Of Nyx“ a „Ubique Daemon“. Všechny tři skladby se objevily na prvním albu.
V roce 1999 došlo k první změně na postu zpěvačky. Novou zpěvačkou se stala Lenka Machová. Kapela změnila také své jméno na Ador Dorath. Ještě v témže roce složení skupiny doplnil bubeník Michael Ranosz alias Mihau a baskytaristka Romana Aertsová. Kapelu opustil Hehnal.

### Adon Nin Edeleth Ador Dorath
Od roku 2000 se kapela připravovala na vydání svého prvního alba. Ještě před jeho vydáním přišel violoncellista a kytarista Krystian Danel. 
Roku 2002 vyšlo konečně první album Adon Nin Edeleth Ador Dorath. Díky pozitivnímu ohlasu navázala kapela kontakty s Shindy Productions, kde se album o dva roky později dočkalo reedice. Součástí znovuvydaného alba se stalo i první oficiální jedenáctiminutové video nazvané „Live in Harenda“. Ještě téhož roku usedl za bicí Zdeněk Čepička z Growing Fear, basy se ujal Kamil Kottek z Forgotten Silence.

#### Seznam skladeb alba
1. „Ubique Daemon“ – 03:39
2. „Arcana Artis“ – 03:26
3. „Metamorphoses“ – 05:19
4. „Garden of Earthy Pleasures“ – 04:15
5. „Circle“ – 04:14
6. „Adon Nin Edeleth Ador Dorath“ – 04:19
7. „Hail to Majesty“ – 03:40
8. „Rule of Nyx“ – 03:38
9. „Pharmakopeia“ – 05:46
10. „Misery“ (Bonus 1998) – 04:30
11. „Outro“ – 06:21

### Symbols
Druhé album s názvem Symbols bylo vydáno v roce 2005. Deska byla Akademií populární hudby oceněna Andělem za album roku 2005 v kategorii Hard&Heavy. Cenu album roku 2005 získala deska i v antianketě českých tvrděrockových publicistů Břitva. V roce 2006 byl uveden videoklip k písni „V.I.T.R.I.O.L.“

### Bestiari
V roce 2007 se kapela dočkala druhé výměny zpěvačky. Lenku Machovou, které lékaři předpověděli, že setrvání v kapele by pro ni znamenalo ztrátu sluchu na jedno ucho, nahradila Anna Neuwirthová. S novou zpěvačkou skupina začala připravovat další album.
Třetí studiové album s názvem Bestiari bylo naplánováno na rok 2008, ale jeho vydání se kvůli komplikacím při tisku obalu protáhlo o půl roku, fanoušci kapely se dočkali až na počátku roku následujícího. Čekání jim zpestřil klip k písni „Words“.

### The Very Essence Of Fire
Na tomto albu vydaném v roce 2014 se naposledy objevila původní zpěvačka Lenka Machová. Ta je zároveň i autorkou přebalu tohoto alba. 
Album The Very Essence Of Fire je velmi melodické, převládají klávesy, elektronika a ženský vokál, black metal je tu lehce na ústupu. 

### Ultimate Black
Album Ultimate Black vyšlo po desetileté pauze v roce 2024. Jak už název napovídá, Ador Dorath se zde vrací ke kořenům čistého black metalu a částečně upozadňuje atmosférické melodické pasáže. Ultimate Black je první album této kapely bez ženského vokálu.
Jako předzvěst tohoto alba byl v roce 2018 vydán single „Outspoken“, k němuž byl natočen i videoklip. 

## Sestava

### Současní členové
- Ivo Doseděl (zpěv a growling, od 1997)
- Liliana Pfefferová (kytara, od 1997)
- Martin Roženek (klávesy a syntetizátory, od 1997)
- Kamil Kottek (basa, 2004)
- Kamil Rýc (bicí, 2016)

### Bývalí členové
- Anna Neuwirthová (zpěv, 2007)
- Zdeněk Čepička (bicí, 2004–2016)
- Lenka Machová (zpěv, 1999–2007)
- Michael Ranosz (bicí, 1999–2004)
- Romana Aertsová (basa, 1999–2004)
- Krystian Danel (violoncello, 2001–2003, následně studiový hráč)
- Krystian Danel (kytara, 2001–2003)
- Petr Mierva (basa, 1997–1999)
- Miro Kubiczek (bicí, 1998–1999)
- Hehnal (kytara, 1998–1999)
- Lecho (bicí, 1997–1998)

## Diskografie
- Adon Nin Edeleth Ador Dorath (2002)
- Symbols (2005)
- Bestiari (2009)
- The Very Essence Of Fire (2014)
- Ultimate Black (2024)